# En mand der hedder Ove
En mand der hedder Ove er en svensk dramafilm, filmen instrueret af Hannes Holm og bygger på Fredrik Backmans roman med samme navn fra 2012.
Filmen nomineret til seks priser ved Guldbagge i 2016, herunder i kategorien Bedste Film.

## Medvirkende
- Rolf Lassgård som Ove
- Bahar Pars som Parvaneh
- Zozan Akgün som Nasanin
- Nelly Jamarani som Sepideh
- Tobias Almborg som Patrik
- Viktor Baagøe som Ove 7 år
- Filip Berg som Ove som ung
- Anna-Lena Bergelin som Journalisten Lena
- Lasse Carlsson som Oves kollega
- Simon Edenroth som Adrian
- Ida Engvoll som Sonja
- Karin de Frumerie som Oves læge